# Saa (Paderne de Allariz)
Saa es un lugar situado en la parroquia de Mourisco, del municipio español de Paderne de Allariz, en la provincia de Orense, Galicia.

## Demografía
| Gráfica de evolución demográfica de Saa entre 2000 y 2023 |
|                                                           |
| Datos según el nomenclátor publicado por el INE.          |